# Mariano Fazio Fernández

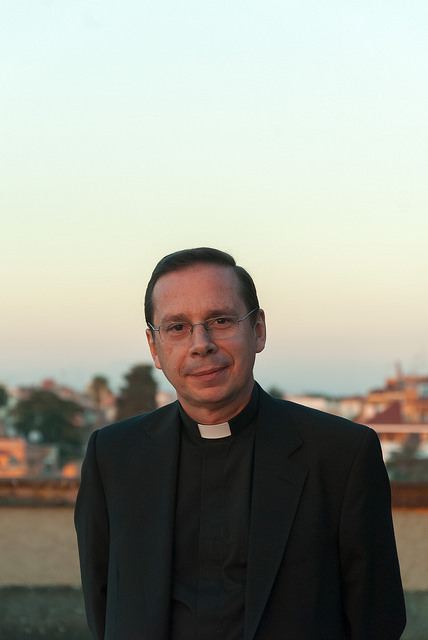

Mariano Fazio Fernández (* 25. April 1960 in Buenos Aires) ist ein argentinischer Geistlicher und römisch-katholischer Theologe. Er war von 2014 bis 2019 der Generalvikar, seit 2019 ist er Auxiliarvikar des Opus Dei.

## Leben
Er studierte Geschichte an der Universität von Buenos Aires. Er wurde an der Pontificia Università della Santa Croce in Philosophie promoviert. Johannes Paul II. weihte ihn 1991 zum Priester. Sieben Jahre lang war er Professor für Rechtsphilosophie und Redakteur der ecuadorianischen Zeitung El Telégrafo.
Von 2002 bis 2008 war er Rektor der Pontificia Università della Santa Croce und Präsident der Rektorenkonferenz der Päpstlichen Universitäten von Rom. Bis 2014 war er als Regionalvikar von Opus Dei in Argentinien, Paraguay und Bolivien tätig.

## Werke (Auswahl)
- mit Daniel Gamarra: Historia de la filosofía. 3. Filosofía moderna (= Albatros. Manuales de filosofía. Band 5). Palabra, Madrid 2002, ISBN 8482396072.
- De Benedicto XV a Benedicto XVI. Los Papas contemporáneos y el proceso de secularización. Rialp, Madrid 2009, ISBN 8432137332.
- mit Francisco Fernández Labastida: Historia de la filosofía. 4. Filosofía contemporánea (= Albatros. Manuales de filosofía. Band 6). Palabra, Madrid 2009, ISBN 8498403464.
- Pope Francis. Keys to his thought. Scepter Publishers, New Rochelle 2013, ISBN 1594172021.
- Beato Pablo VI. Gobernar desde el dolor (= Libros de bolsillo Rialp. Band 270). Rialp, Madrid 2014, ISBN 8432144304.
- San Juan XXIII. Obediencia y paz. Rialp, Madrid 2014, ISBN 8432143677.
- Historia de las ideas contemporáneas. Una lectura del proceso de secularización. Rialp, Madrid 2017, ISBN 8432148415.